# Chemins de fer de Palestine
Les chemins de fer de Palestine (en anglais : Palestine Railways (PR), en arabe: سكة حديد فلسطين; en hébreu contemporain : מסילות ברזל פלשתינה (א"י) ou רכבות ארץ-ישראל ; en hébreu actuel, הרכבת המנדטורית soit Chemins de fer mandataires) sont une compagnie de chemin de fer d’État qui gérait les chemins de fer publics dans la Palestine mandataire de 1920 à 1948. Possédant des lignes de construction composite et improvisée au fur et à mesure des besoins, elle se structure autour de la ligne desservant les Lieux Saints de Jérusalem à partir de Jaffa et de la ligne entre El Qantara sur le canal de Suez à Haïfa, ligne construite en partie comme ligne militaire au cours de Première Guerre mondiale. Divers embranchements desservaient Acre, la vallée de Jezreel, Beersheba, Naplouse et Tulkarem ; vers l’extérieur de la Palestine, la ligne du Sinaï établissait une connexion avec l’Égypte, le HTB avec le Liban et le chemin de fer de la vallée de Jezréel avec le chemin de fer du Hedjaz.

## Création des lignes

### Ligne Jaffa–Jérusalem

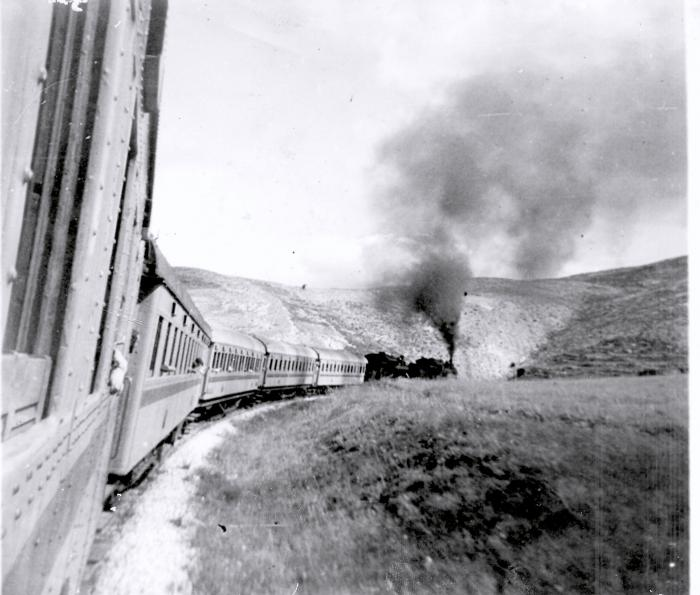
Train grimpant une pente sur la ligne de Jaffa à Jérusalem dans les collines de Judée à l’est de Lydda en 1947.

La ligne Jaffa–Jérusalem, de la compagnie du chemin de fer ottoman de Jaffa à Jérusalem et prolongements, est la première ligne construite en Palestine. La construction commence le 31 mars 1890 et la ligne ouvre le 26 septembre 1892. C’est une ligne métrique avec des courbes très serrées et des pentes à 2 %. La partie orientale de la ligne, dans les collines de Judée, entre Dayr Aban et Jérusalem, est très pentue et sinueuse. Les premières locomotives du "J&J"' sont une flotte de cinq 2-6-0 Mogul à tender de la compagnie Baldwin aux États-Unis, livrées en 1890 et 1892. À plusieurs reprises les Baldwins à six roues motrices ont écarté les rails ou déraillé dans les courbes serrées. Le trafic augmentant, la J&J obtient quatre locomotives articulées Mallet 0-4-4-0 de Borsig en Allemagne, livrées entre 1904 et 1914. On attendait que les Mallet fournissent une plus grande motricité sans écarter les rails, mais elles connurent aussi plusieurs déraillements.
En 1915, pendant la Première Guerre mondiale, l’armée ottomane augmenta l’écartement des voies entre Lydda et Jérusalem à 1 050 mm pour permettre une interopérabilité avec le chemin de fer du Hedjaz et réserva l’usage de la ligne entre Lydda et Jaffa aux besoins militaires.
En 1921, le gouvernement britannique de Palestine envisagea l’électrification de la ligne. Pinhas Rutenberg, le concessionaire en électricité de Palestine, était soutenu par le gouverneur, l’électrification de la ligne leur paraissant non seulement rentable mais cruciale pour l’électrification de la Palestine. Mais le bureau des Colonies refusa, craignant les coûts élevés de ce projet.

### Chemin de fer de la vallée de Jezreel
C’est un embranchement du chemin de fer du Hedjaz entre Haïfa et Deraa dans le sud de la Syrie où elle rejoint la ligne du Hedjaz. La construction commence à Haïfa en 1902 et est achevée en 1905. La ligne de chemin de fer de la vallée de Jezréel (en) (ou Jezraël), comme le chemin de fer du Hedjaz, est à l’écartement de 1 050 mm. La construction d’une branche d’Afoula à Jérusalem commence en 1908 et atteint Naplouse au commencement de la Grande Guerre.

### Chemins de fer militaires ottomans
L’empire ottoman, pour ravitailler ses troupes défendant la frontière de la Palestine face aux forces britanniques, a planifié la construction de lignes. Celle de Naplouse à Jérusalem à travers un terrain accidenté n’ayant pu être achevée, en 1915, l’ingénieur allemand Heinrich August Meissner conçoit la construction d’une ligne à 1 050 mm de El Mas'udiya à Tulkarem. À partir de Tulkarem le terrain devient beaucoup plus facile et une ligne est construite de la gare est d'Hadera à Lydda où elle rejoint le J&J. Plus tard, on l’a appelée le chemin de fer de l’Est. Elle utilise la ligne élargie du J&J  jusqu’à Wadi Surar où elle rejoint la ligne de front ottomane. En octobre 1915, la ligne est opérationnelle jusqu’à Beersheba. Un embranchement est construit  de Et Tine au sud du Wadi Surar à Deir Seneid, où elle rejoint Beit Hanoun et Huj près de Gaza. Les Ottomans ont aussi prolongé le chemin de fer de Beersheba dans le Sinaï jusqu’à Kusseima.

### Chemins de fer militaires du Sinaï

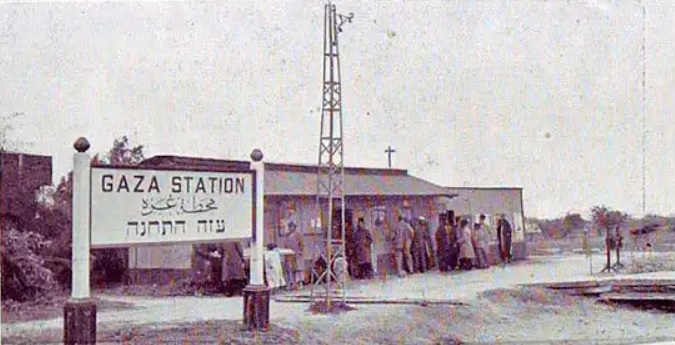
Gare de Gaza en 1935.

Gare de Rafah en 1960.

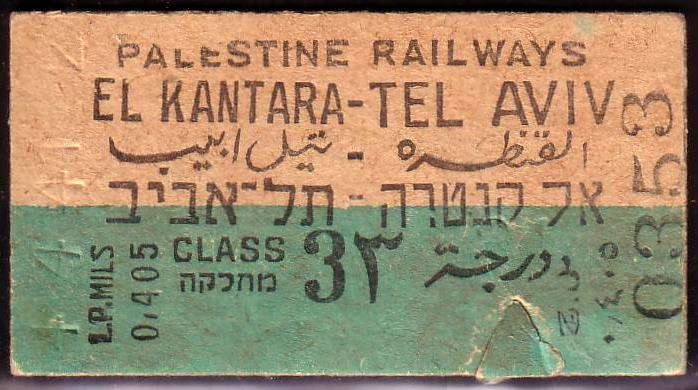
Billet de trajet entre El Qantara et Tel Aviv (1941).

Le corps expéditionnaire d’Égypte est formé par l’armée britannique en mars 1916. Il construit la ligne à écartement standard du chemin de fer militaire du Sinaï à partir de El Qantara sur le canal de Suez ; il atteint Romani en mai 1916, El-Arich en janvier 1917 et Rafah en mars 1917.
La ligne du Sinaï emprunte son matériel roulant et 70 locomotives aux chemins de fer égyptiens dont 20 Stephenson (en) 0-6-0, 20 Baldwin 2-6-0 et 15 Baldwin 4-4-0. La ligne du Sinaï a aussi fait l’acquisition de sept petites locomotives à marche en manœuvre : deux 0-6-0ST locomotive-tenders construites en 1900 et 1902 que la J. Aird Co utilisait sur un projet civil en Égypte (probablement le barrage d'Assiout), quatre 0-6-0ST, construites en 1917 pour le département des Docks et des voies d’eau intérieures ; une locomotive allemande 0-6-0WT faisant partie de la cargaison d’un navire capturé par la Royal Navy en 1914. Cette locomotive allemande a été construite par Hanomag à Hanovre en 1913 et toutes les locomotives tender ont été construites par Manning Wardle à Leeds, en Angleterre.

### Liste des gares
- Section égyptienne :
  - gare d'El Qantara Est ;
  - gare de Gihan ;
  - gare de Pelusium ;
  - gare de Romani ;
  - gare de Khirba ;
  - gare d’Al Abd ;
  - gare d’Abu Tiul ;
  - gare de Mazar ;
  - gare de Ma'adan ;
  - gare d'El-Arich ;
  - gare de Gabr Amir ;
- section palestinienne :
  - gare de Rafah ;
  - gare de Khan Younès ;
  - gare de Deir al-Balah ;
  - gare de Gaza ;
  - gare de Beit Anoun ;
  - gare de Deir el Sepeid ;

### Chemin de fer militaire de Palestine
Le corps expéditionnaire d’Égypte s’empare de Beersheba en octobre 1917 et de Gaza en novembre. Ses ingénieurs étendent le chemin de fer militaire du Sinaï à Deir Seneid fin novembre 1917 et par un embranchement à Beersheba en mai 1918. De Deir Seneid, les lignes furent prolongées vers le nord en convertissant les voies ottomanes à l’écartement standard, d’abord jusqu’à Lydda en février 1918, l’embranchement pour Jérusalem en juin et jusqu’à Tulkarem sur le chemin de fer de l’Est. De là, ils ont construit une ligne à écartement standard sur un nouveau tracé vers le nord-ouest jusqu’à la côte, puis vers le nord jusqu’à Haïfa, atteinte fin 1918.
Parallèlement, une organisation est constituée pour gérer ces lignes, le Chemin de fer militaire de Palestine qui fait circuler les trains sur ces différentes lignes à écartements variés tombées sous son contrôle. Le génie militaire britannique remet les chemins de fer de Palestine en condition d’exploitation. Il construit également un certain nombre de lignes à voie étroite (600 mm), dont une entre Lydda et Jaffa sur la plateforme du J&J, privée de ses rails à écartement métrique en 1915. Les chemins de fer de Palestine ont emprunté plusieurs locomotives à écartement de trois pieds 6 pouces pour exploiter les lignes à écartement de 1 050 mm.

## Période britannique
En avril 1920, la conférence de San Remo donne mandat au Royaume-Unie pour administrer la Palestine, formellement confirmée par la société des Nations en 1922. En octobre 1920, l’administration ferroviaire est transférée du chemin de fer militaire de Palestine à une nouvelle compagnie, les chemins de fer de Palestine, propriété du gouvernement britannique du Mandat,. La ligne de Jaffa à Jérusalem était restée propriété de la Société du chemin de fer ottoman de Jaffa à Jérusalem et prolongements à capitaux français ; les actionnaires en demandaient 1,5 million de livres, mais après un arbitrage ils acceptèrent un montant de 565 000 livres en plusieurs versements. La section Lydda-Jaffa fut convertie de l’écartement 600 mm à l’écartement standard et réouverte en septembre 1920.
La ligne principale nord-sud ayant été posée rapidement pour les besoins militaires, les trains n’y roulaient pas très vite ; c’était la même chose pour les lignes Jaffa-Jérusalem et de la vallée de Jezreel. La portion la plus rapide ne dépassait pas les 50 milles par heure (80,4672 km/h) et les meilleurs trains ne faisaient qu’une moyenne de 30 milles par heure (48,28032 km/h) entre deux terminus.
À partir de 1920, un train quotidien circule entre Haïfa et El-Qantara en service mixte. La Compagnie Internationale des Wagons-Lits fournit les wagons restaurant et les wagons couchettes trois jours par semaine jusqu’en 1923 ; ce service de luxe est ensuite disponible quotidiennement.
La Palestine ne disposait pas de port en eaux profondes jusqu’à l’aménagement du port d’Haïfa en 1933. Jusqu’à cette date, les cargos qui ne pouvaient être déchargés dans les ports palestiniens faisaient escale à Port-Saïd en Égypte. Les chemins de fer d’État égyptiens transportaient le fret de Port-Saïd à El-Qantara, les chemins de fer palestiniens entre El-Qantara Est et la Palestine. Aucun pont n’a été construit au-dessus du canal de Suez jusqu’en 1941 (pont d'El Ferdan), le fret traversant le canal entre les gares égyptiennes et palestiniennes en ferry. Les locomotives et le matériel roulant des chemins de fer palestiniens l’empruntèrent également[réf. nécessaire].
Le trafic passager décline de manière importante dans les années 1920 et 1930. La concurrence des voitures particulières, en nombre croissant, réduit fortement le nombre de passagers en première et deuxième classe ; en 1934, 95% des passagers étaient en troisième classe. Les conséquences de la grande Dépression des années 1930 touchèrent également la fréquentation touristique, que les chemins de fer palestiniens n’ont jamais retrouvée.

## Le comité Pole
Les finances des chemins de fer se détériorant, le gouvernement nomme Sir Felix Pole à la tête d’un comité d’enquête en 1934. Felix Pole était l’ancien président des Great Western Railway. Il avait aussi pour mission de conseiller des modifications dans les gares et les tracés des voies pour améliorer les liaisons entre Jaffa, Tel-Aviv et Haïfa. Les autres membres du comité étaient C. M. Jenkin-Jones des London and North Eastern Railway et le consultant Sir Laurence Halsey, partenaire de Price Waterhouse. Sa tâche spécifique était de fournir des conseils sur le développement des installations de circulation, l’organisation du trafic et la facturation. Halsey se consacrait au domaine de la comptabilité et des réserves consacrées au renouvellement.
Dans l’exercice 1934–35, les chemins de fer de Palestine ont accusé un déficit de 87 940 livres. Le rapport Pole est publié la même année, sous forme de trois rapports rédigés par chacun des trois membres du comité. Chacun recommande des investissements importants. Pole critique l’organisation du réseau autour de la gare de Lydda et identifie un grave sous-investissement, juge les gares de Jaffa et Tel Aviv inadéquates et inadaptées, et que la congestion du trafic est considérable autour de Lydda. Les passagers entre Haïfa et Tel Aviv ou Jaffa doivent changer à la gare de Lydda, ce qui est à la fois source de désagréments pour les passagers et provoque la congestion de la gare de Lydda[réf. nécessaire].
Pole recommande de construire deux lignes à partir de Tel Aviv pour contourner Lydda : vers le nord et Magdiel pour rejoindre la ligne d’Haïfa et créer une liaison directe entre les deux villes et vers le sud par Rishon LeZion et la ligne vers El-Qantara rejointe à Rehoboth et une jonction avec la ligne de Jérusalem à Niana.
Malgré les promesses, les chemins de fer de Palestine n’ont jamais reçu le capital nécessaire et aucune des lignes proposées par Pole ne fut construite. La seule recommandation de Pole qui a été réalisée est un court embranchement de la gare de Jaffa vers le port. La baie de Jaffa était pleine de récifs dangereux obligeant les gros cargos à jeter l’ancre au large et à se faire décharger par des allèges. L’aménagement de la baie n’a pas été réalisé, et le nouvel embranchement vers le port n’a pas été très utilisé.

## Révolte arabe de 1936–39

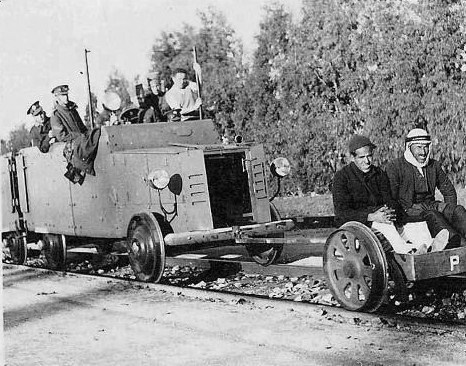
Otages arabes placés sur un boggie à l’avant du train, destiné à faire exploser les bombes éventuelles.

En 1936–39, les Arabes de Palestine opposés à l’immigration juive massive se révoltent contre les Britanniques. Les chemins de fer sont une cible privilégiée des sabotages. Les Britanniques construisent des blockhaus pour protéger les ponts et des patrouilles militaires protègent les voies. Initialement à pieds, elles se font ensuite sur des wagons blindés poussés par des locomotives à cabine blindée, et finalement par de nombreuses voitures blindées fabriquées aux ateliers de Qishon. Après qu’une mine détruise un de ces véhicules, en tuant un soldat, chaque voiture blindée est précédée d’un bissel poussée au bout d’une longue barre, prévu pour faire exploser les mines sans endommager les véhicules ou que les soldats soient blessés. Des otages arabes étaient parfois placés sur ces bissels, toute mine explosant les auraient tués,.
Ces mesures de sécurité n’empêchèrent pas les attaques sur les chemins de fer. Une attaque endommage une micheline Sentinel (en). En octobre 1937, une attaque endommage un train de passagers qui provoque un déclin de la fréquentation. En 1938, les divers sabotages font dérailler 44 trains, endommagent 33 voitures blindées montées sur rail, détruisent 27 gares et bâtiments divers, endommagent 21 ponts et ponceaux et détruisent des éléments du réseau téléphonique et de la signalisation et des éléments d’approvisionnement en eau. Un membre de l’enquête sur la Palestine mentionne que « presque toutes les gares ont brulé ». À plusieurs moments, la circulation de nuit est devenue si dangereuse qu’elle est interrompue. En septembre 1938, les lignes de Jérusalem et d’El Qantara sont fermées par le sabotage. Celle d’El Qantara rouvre en octobre, mais les trains Haïfa-El Qantara ne circulent que trois fois par semaine contre 7 fois par semaine avant la révolte. En 1938, 13 cheminots sont tués et 123 blessés.

Sabotages et mesures de protection pendant la grande révolte arabe.
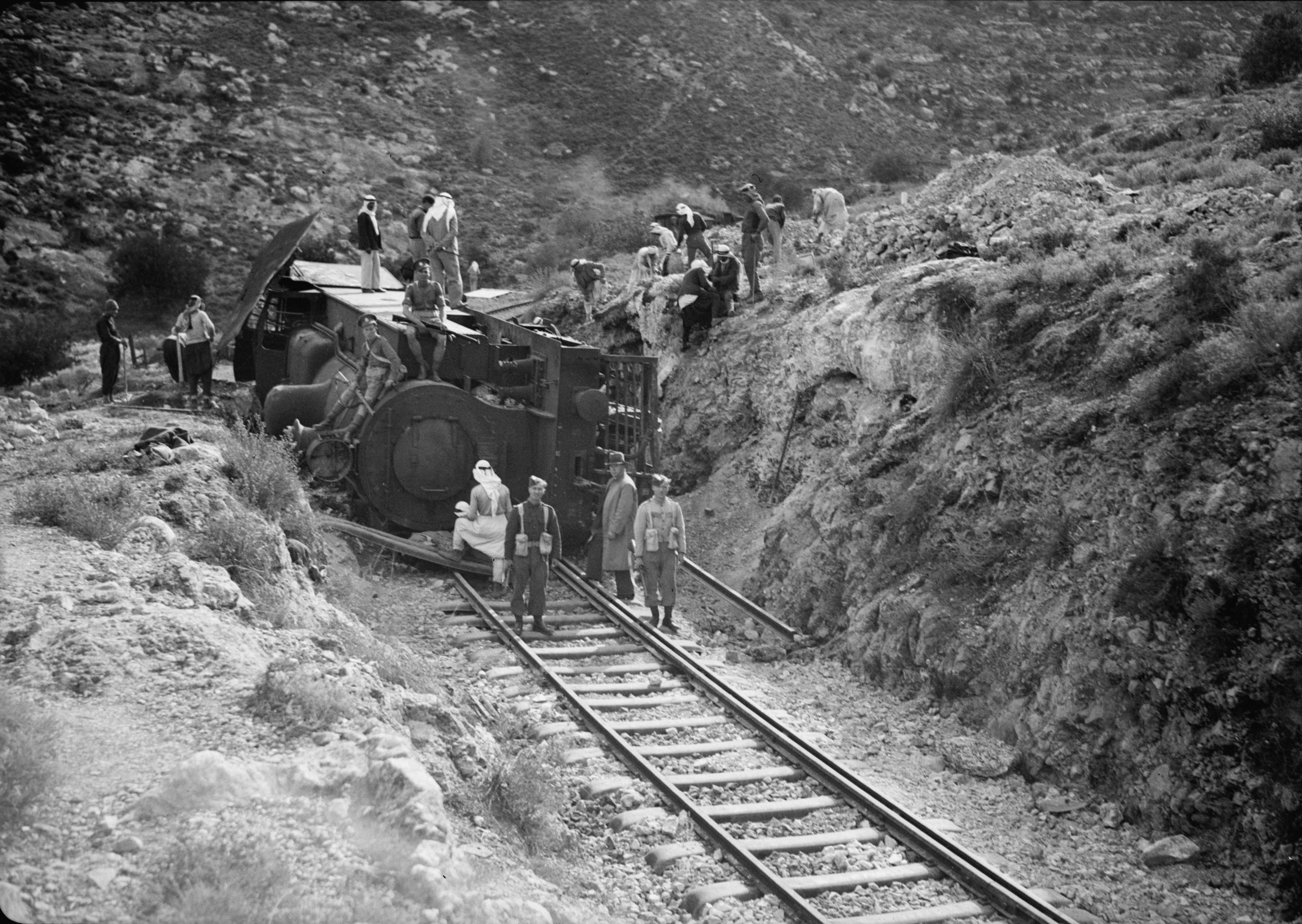
Locomotive déraillée.
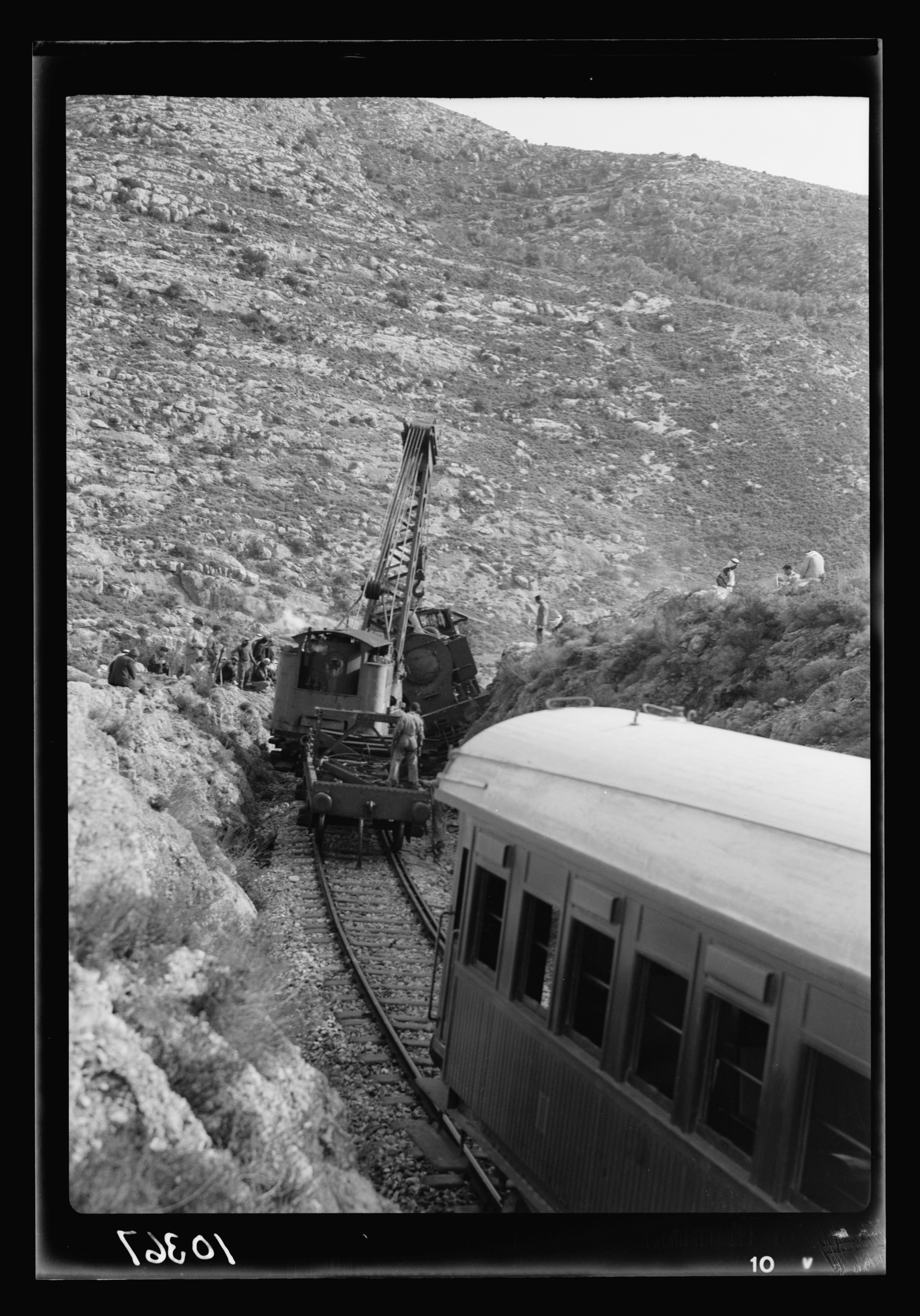
Grue relevant une locomotive déraillée.
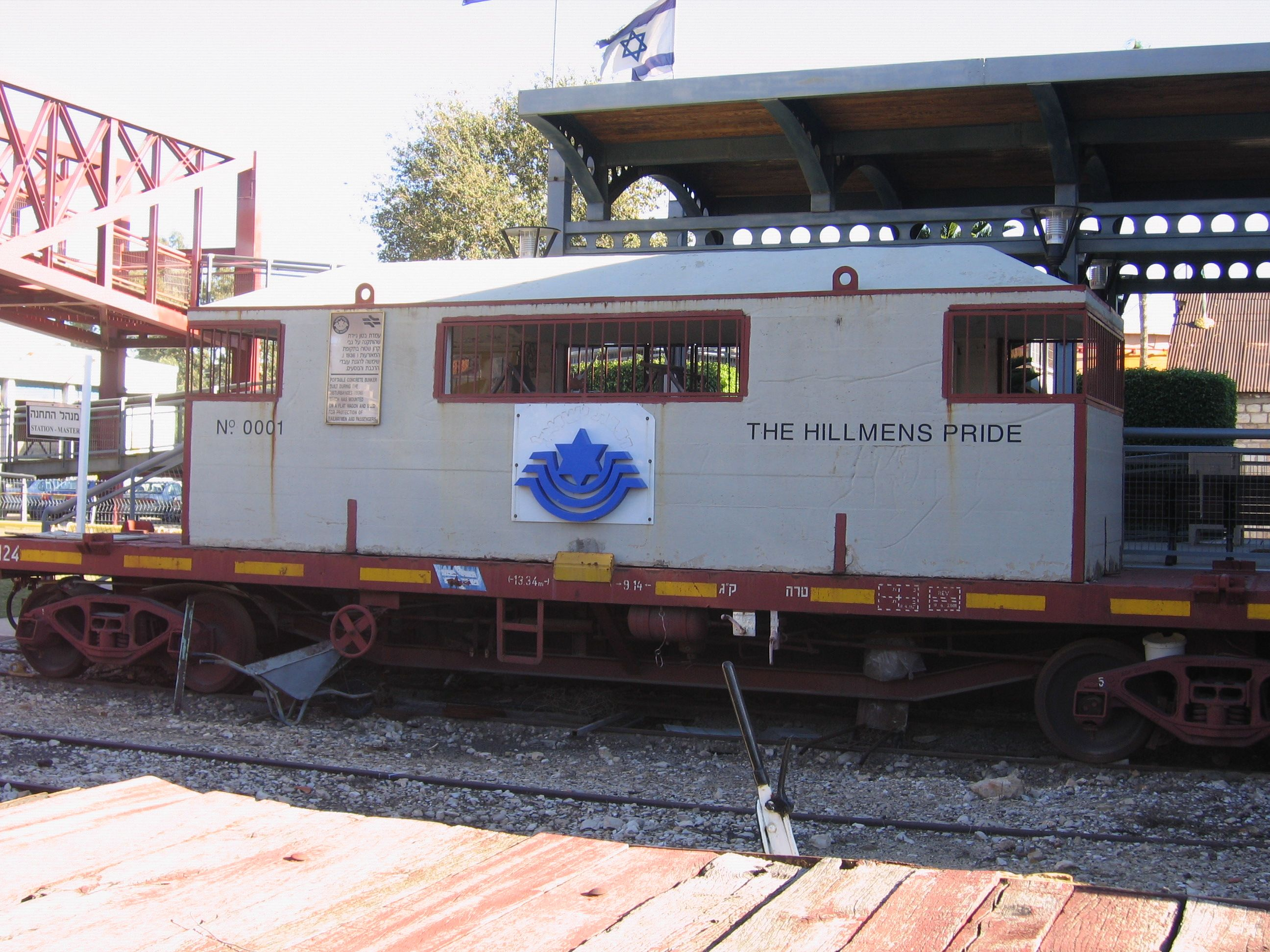
Blockhaus en béton monté sur un wagon plat en 1936, conservé au musée du chemin de fer d’Israël.
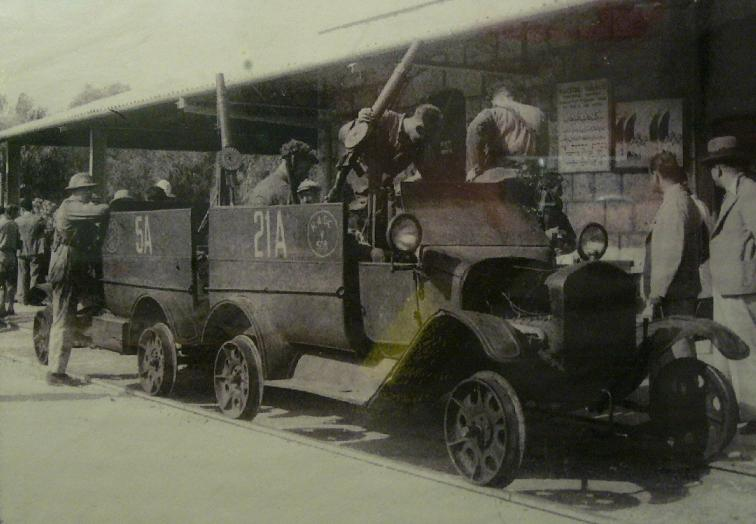
Voiture blindée de patrouille à jantes dépourvues de pneus.
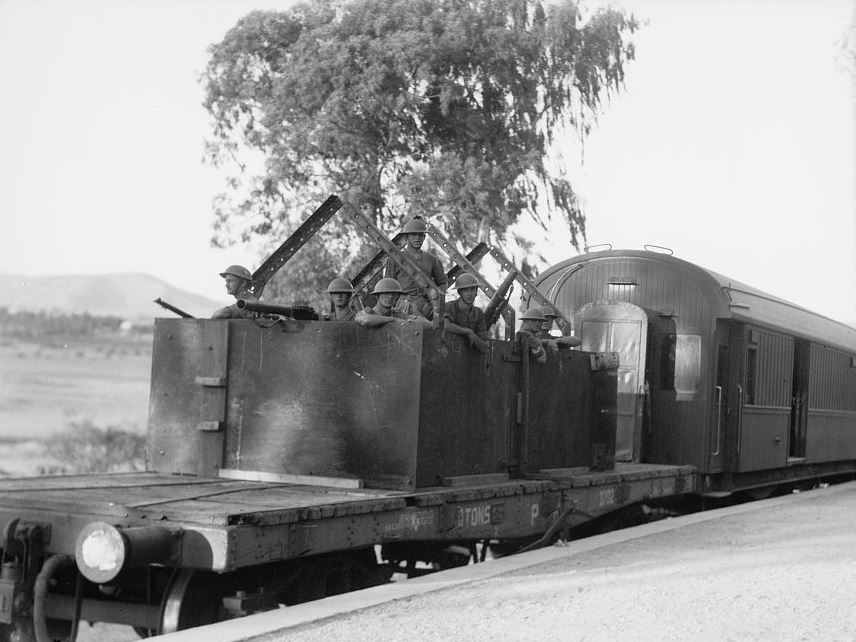
Voiture blindée équipée d’une mitrailleuse à l’arrière d’un train.

## Extensions et opérations pendant la Seconde Guerre mondiale

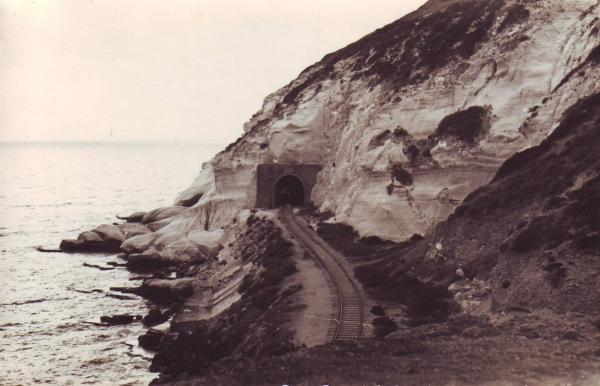
La ligne HBT, achevée en 1942, près de l’entrée sud du tunnel de Rosh HaNikra à la frontière libanaise.

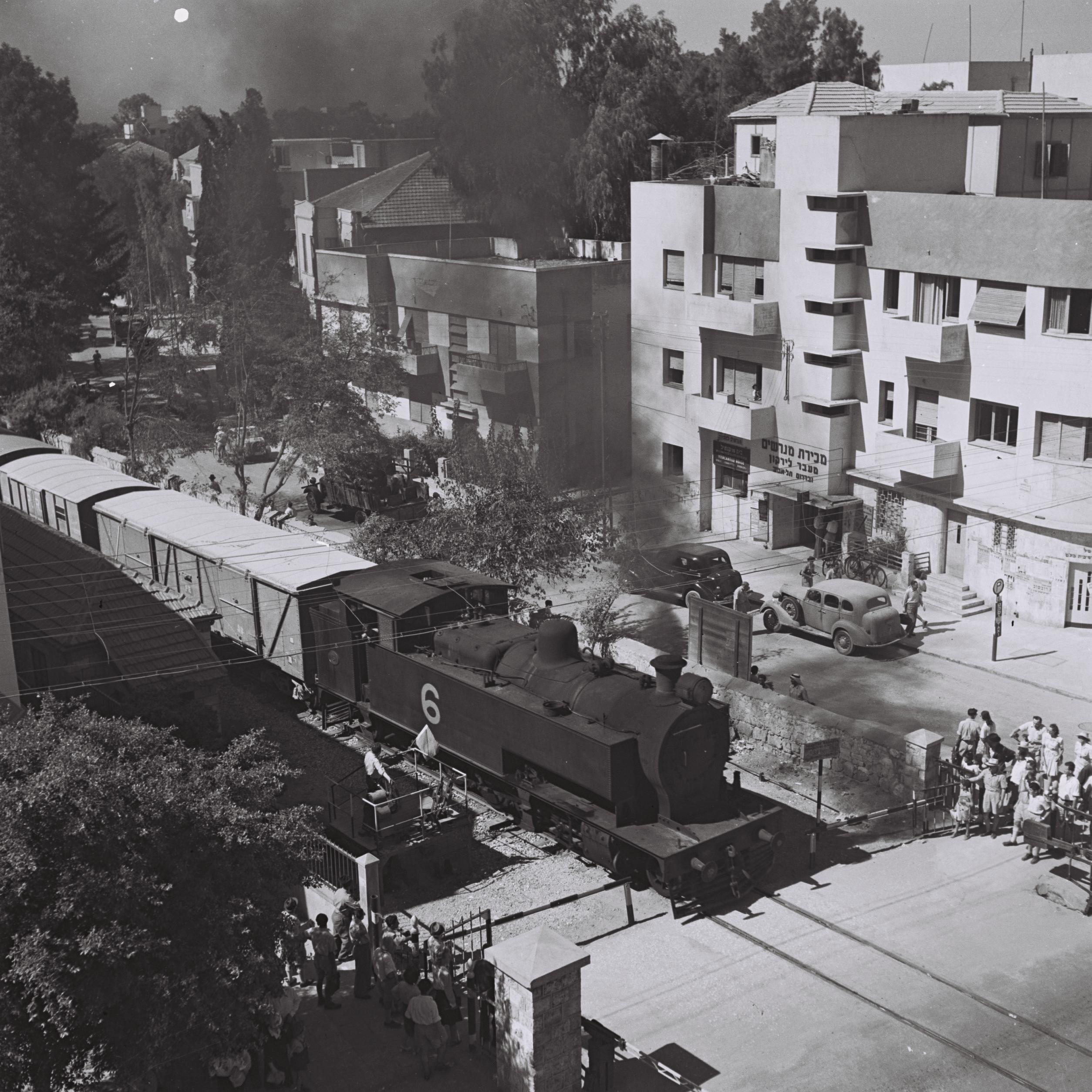
Un train dans la rue Yehuda Halevi à Tel Aviv en 1946.

Pendant la Seconde Guerre mondiale, le trafic des chemins de fer de Palestine augmente considérablement de 1940 à 1945. La ligne principale sert à approvisionner le front de la campagne d'Afrique du Nord, de l’attaque italienne en Égypte en 1940 jusqu‘à la reddition allemande en Tunisie en mai 1943. En avril-mai 1941 la Regia Aeronautica et la Luftwaffe utilisèrent les bases de Vichy dans les mandats de Syrie et du Liban pour soutenir le coup d’État de Al-Gillani en Irak, qui renverse le gouvernement pro-britannique. Après la reconquête de l’Irak, les chemins de fer Palestiniens servent de voie de ravitaillement lors de la campagne de Syrie (1941).
Les chemins de fer de Palestine ont été assez peu visés par des attaques aériennes durant la guerre. En 1941, Haïfa est bombardée plusieurs fois, et une bombe non-explosée reste à quelques mètres de la voie. La dernière attaque aérienne sur les voies, en 1942, endommage l’embranchement vers le port. Un cheminot est tué et dix blessés dans les bombardements.

### Zone du canal de Suez
En juin 1941, les unités du génie de l’armée australienne commencent la construction d’une ligne parallèle au canal de Suez à partir du terminus des chemins de fer de Palestine à El Qantara. En juillet, cette ligne est connectée aux chemins de fer égyptiens par le pont d'El Ferdan qui franchit le canal. En août, une ligne est ouverte entre le Caire et Haïfa. La ligne est prolongée jusqu’au camp d’El Shatt (en), atteint en juillet 1942. Cette ligne est attribuée aux chemins de fer égyptiens.

### Ligne Haïfa-Beyrouth-Tripoli (HBT)

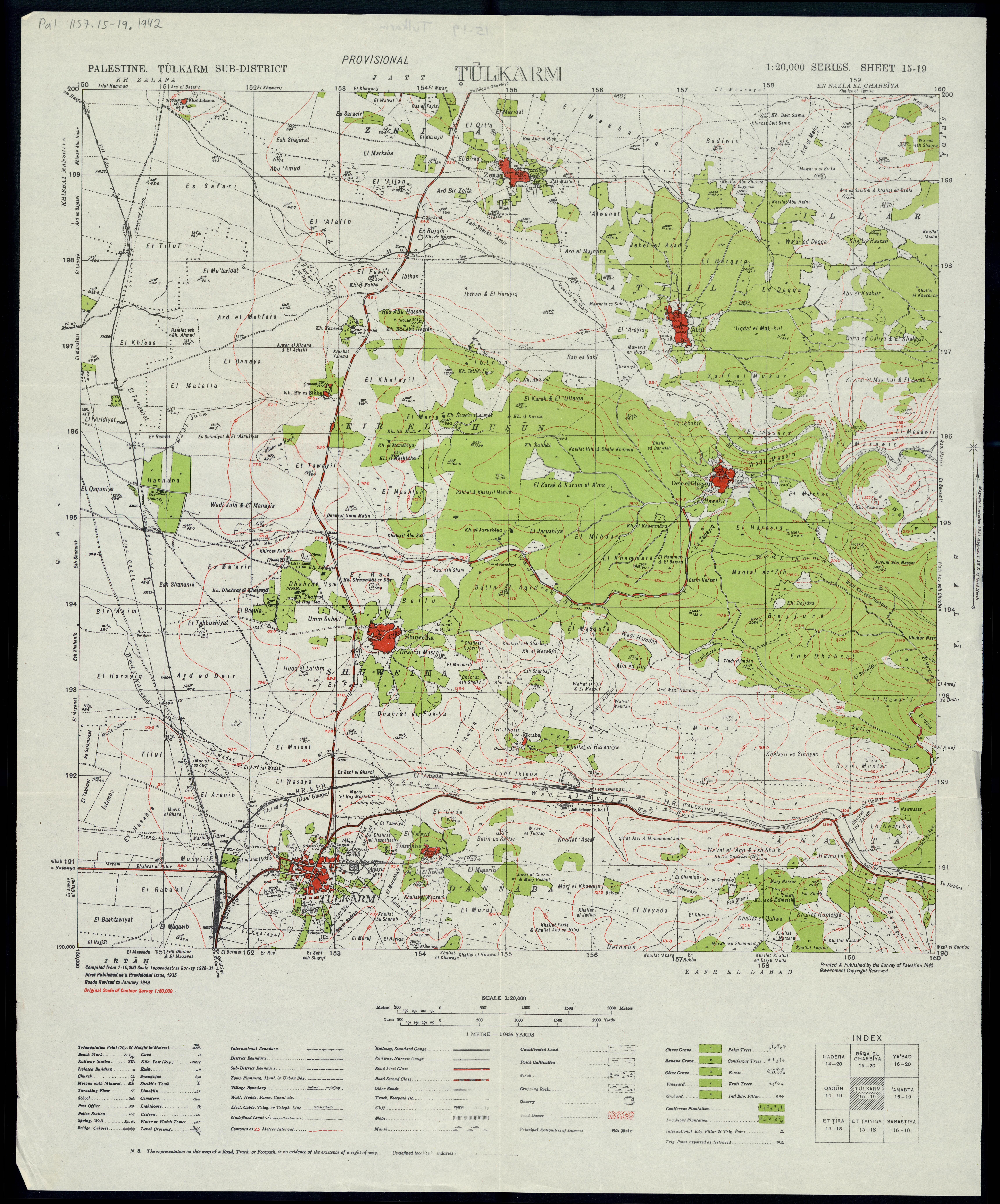
Carte des chemins de fer de Palestine aux environs de Tulkarem en 1942.

Les unités du génie militaire de l’armée sud-africaine construisent la première section de la ligne Haïfa-Beyrouth-Tripoli (HBT), raccordée à la ligne étroite Haïfa-Acre et suivant la côte rocheuse jusqu’à Beyrouth, traversant deux tunnels. La ligne est construite en écartement de 1 050 mm. Les Sud-Africains étant affectés à d’autres tâches, c’est l’unité du génie ferroviaire néo-zélandaise qui acheva les travaux. Elle fut aussi chargée de faire circuler les trains sur la ligne à voie étroite de la vallée de Jezreel de Haïfa à Deraa, la section Deraa-Damas du chemin de fer du Hedjaz et convertit les embranchements en voie étroite d’Afoula, Naplouse et Tulkarem. La ligne d’Afoula à Mas'udiya est fermée en 1932, et la ligne de Tulkarem à Mas'udiya et Naplouse en 1938, sauf un tronçon de 5 km entre Tulkarem et la carrière de ballast à Nur Shams.
En aout 1942, la section de Haïfa à Beyrouth est achevée, la ligne est convertie à l’écartement standard et la section entre Haïfa et Acre, commune à la ligne de la vallée de Jezreel, convertie en voie à double écartement. Le trafic militaire entre l’Égypte, le Liban et la Palestine transite par cette ligne. Le génie militaire australien construit aussi la section de Beyrouth à Tripoli, achevée en décembre 1942. La compagnie des chemins de fer Palestiniens fait circuler ses trains sur la ligne HBT entre Haïfa et Az-Zib proche de la frontière libanaise ; le Middle East Command s’occupait de la circulation des trains sur la ligne HBT entre Az-Zib et Tripoli[réf. nécessaire].

### Trafic
L’achèvement du pont de Ferdan et de la ligne HBT accroissent de manière radicale le rôle stratégique des chemins de fer de Palestine. Son trafic marchandises passe de 858 995 tonnes en 1940-41 à 2 194 848 tonnes in 1943-44. D’un autre côté, la croissance du nombre de trains circulant augmente le risque d’accidents. Trois collisions frontales se produisent, et en 1942 six classe-H 4-6-0 sont mises hors-service dans des accidents. L’effort de guerre augmente l’usure du matériel et réduit les ressources consacrées à la maintenance. En novembre 1944, une pluie diluvienne fait dérailler le train d’El Qantara à Haïfa, sept personnes étant tuées et 40 blessées.

## 1945–1948

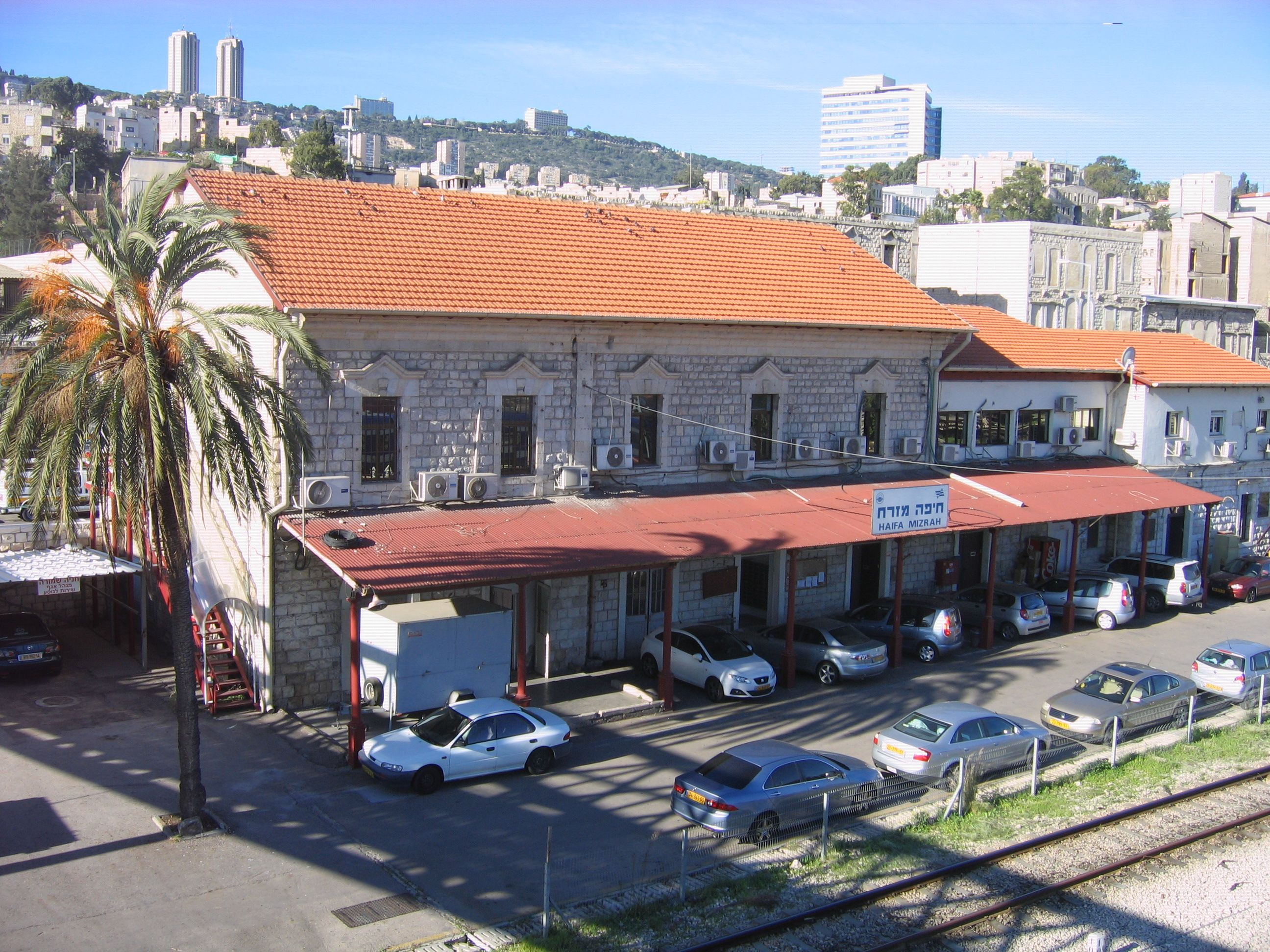
Une petite partie seulement de la gare d’Haïfa Est subsiste aux attentats de 1946. Elle fait maintenant partie du musée du chemin de fer d'Israël.

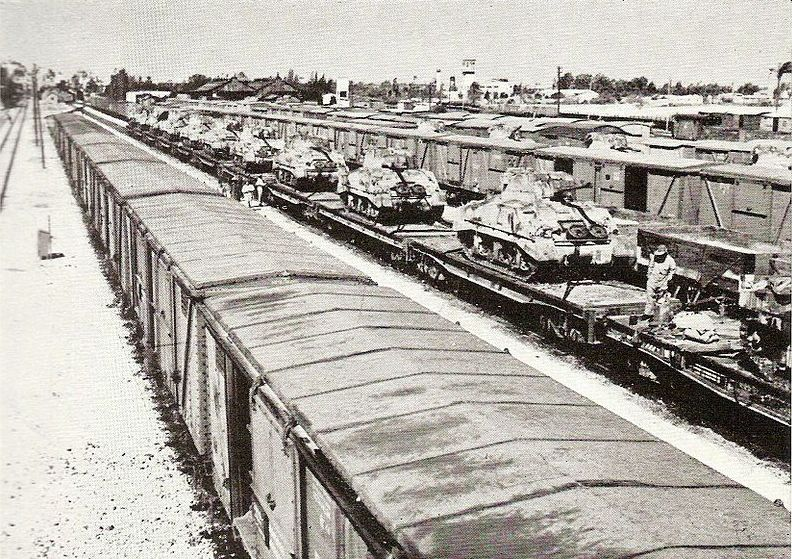
Gare de marchandises d’Haïfa Est en 1946 avec des trains militaires dont deux trains de wagons plats transportant des chars Sherman.

La plupart des locomotives ROD et S200 sont retirées de Palestine avant la fin de la Seconde Guerre mondiale, et les restantes peu après, mais les chemins de fer de Palestine acquièrent 24 LMS 8F et deux S100.
En 1945, les milices sionistes s’allient au sein du mouvement de rébellion hébraïque, qui lance une guerre contre l’administration coloniale ; les membres des milices du Palmach, de l’Irgoun et du Lehi sabotent le réseau des chemins de fer de Palestine à 153 endroits. Ils volent un train transportant les salaires du personnel du chemin de fer. En 1946, une bombe détruit la plus grande partie de la gare de Haïfa Est. Lors de la nuit des ponts, entre le 16 et le 17 juin, les saboteurs du Palmach détruisent 11 voies de communication routières et ferroviaires avec les pays voisins, dont les chemins de fer vers le Liban, l’Égypte et la Syrie.
Le 22 avril 1947, les terroristes font exploser un train El Qantara-Haïfa près de Rehovot, tuant cinq soldats britanniques et de nombreux civils. Le nombre de vols d’équipements augmente. Les forces britanniques non seulement échouent à protéger le réseau, mais participent parfois au vol d’équipement. En janvier 1948, le président de la compagnie, Arthur Kirby, demande en vain à Sir Henry Gurney, secrétaire général du gouvernement du Mandat, une protection armée suffisante pour le réseau et ses 6 000 employés, faute de quoi ils cesseraient de faire leur devoir et « je ne pourrais garantir le fonctionnement du chemin de fer ».
Le 31 mars 1948 un autre train explose sur une mine près de la gare de Binyamina au sud d’Haïfa, tuant 40 civils et en blessant 60,. En avril 1948, Kirby évoque les tirs « incessants » de tireurs abattant des cheminots. En 1948, les milices juives attaquent le siège des chemins de fer de Palestine, la maison Khoury à Haïfa, endommageant le service comptabilité. Les réseaux téléphonique et télégraphique du chemin de fer sont aussi détruits ; la voiture de Kirby est aussi volée à main armée.

Sabotages des chemins de fer par les activistes juifs.
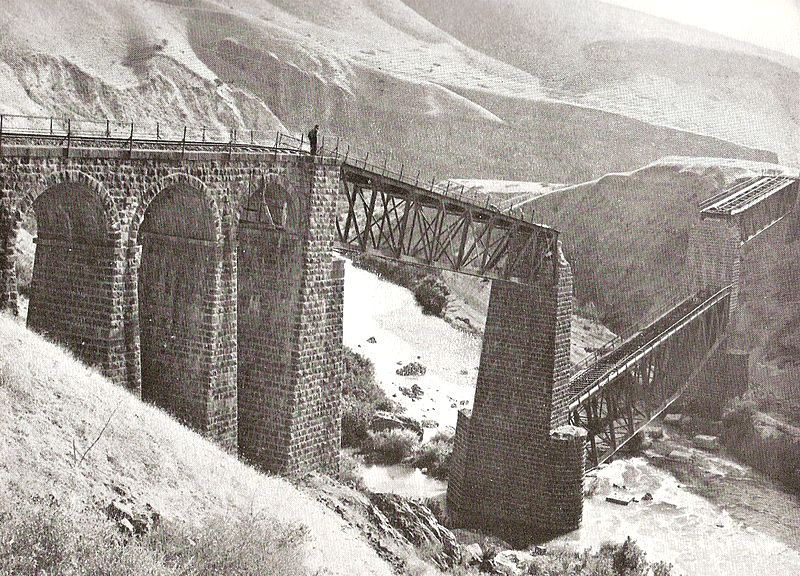
Le pont de Yarmouk de la ligne de la vallée de Jezreel après un sabotage du Palmach lors de la nuit des ponts, 16–17 juin 1946.
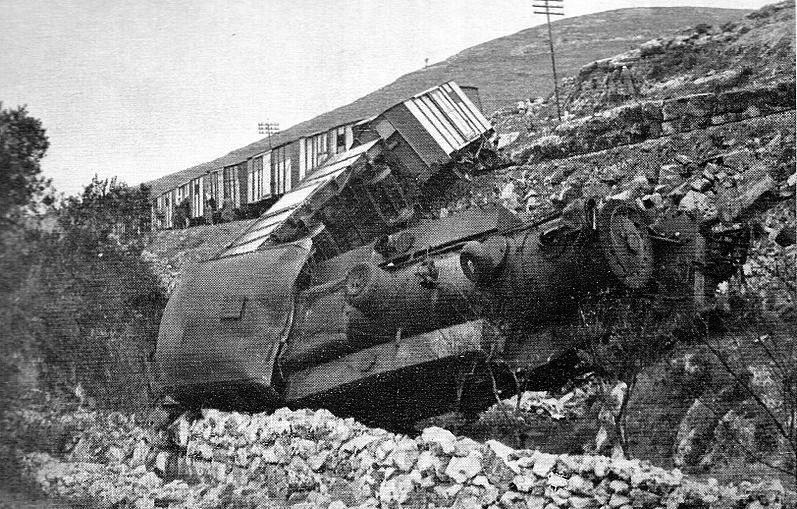
Kitson de classe K 2-8-4T et un train de fret sur la ligne Jaffa-Jérusalem après un sabotage par une milice juive en 1946.

## Fin des chemins de fer de Palestine

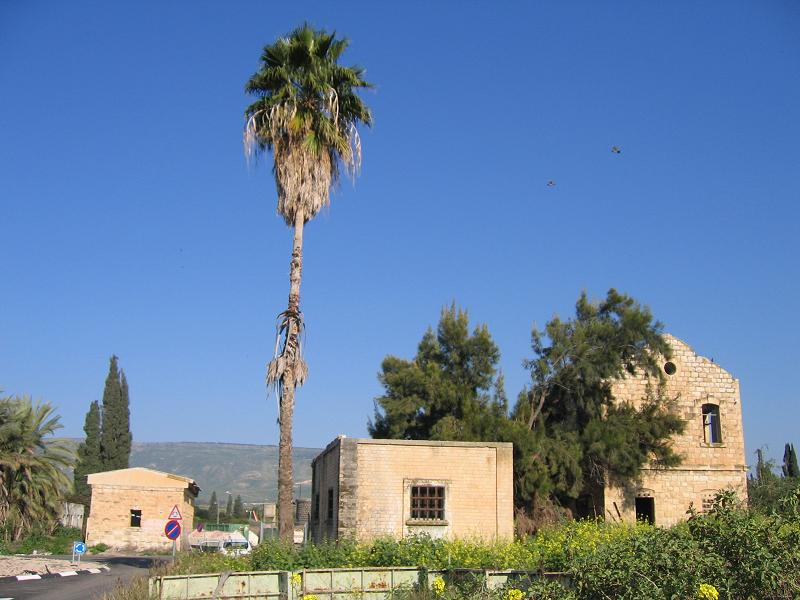
Gare de Samakh sur la ligne de la vallée de Jezreel, hors d’usage depuis la guerre israélo-arabe.

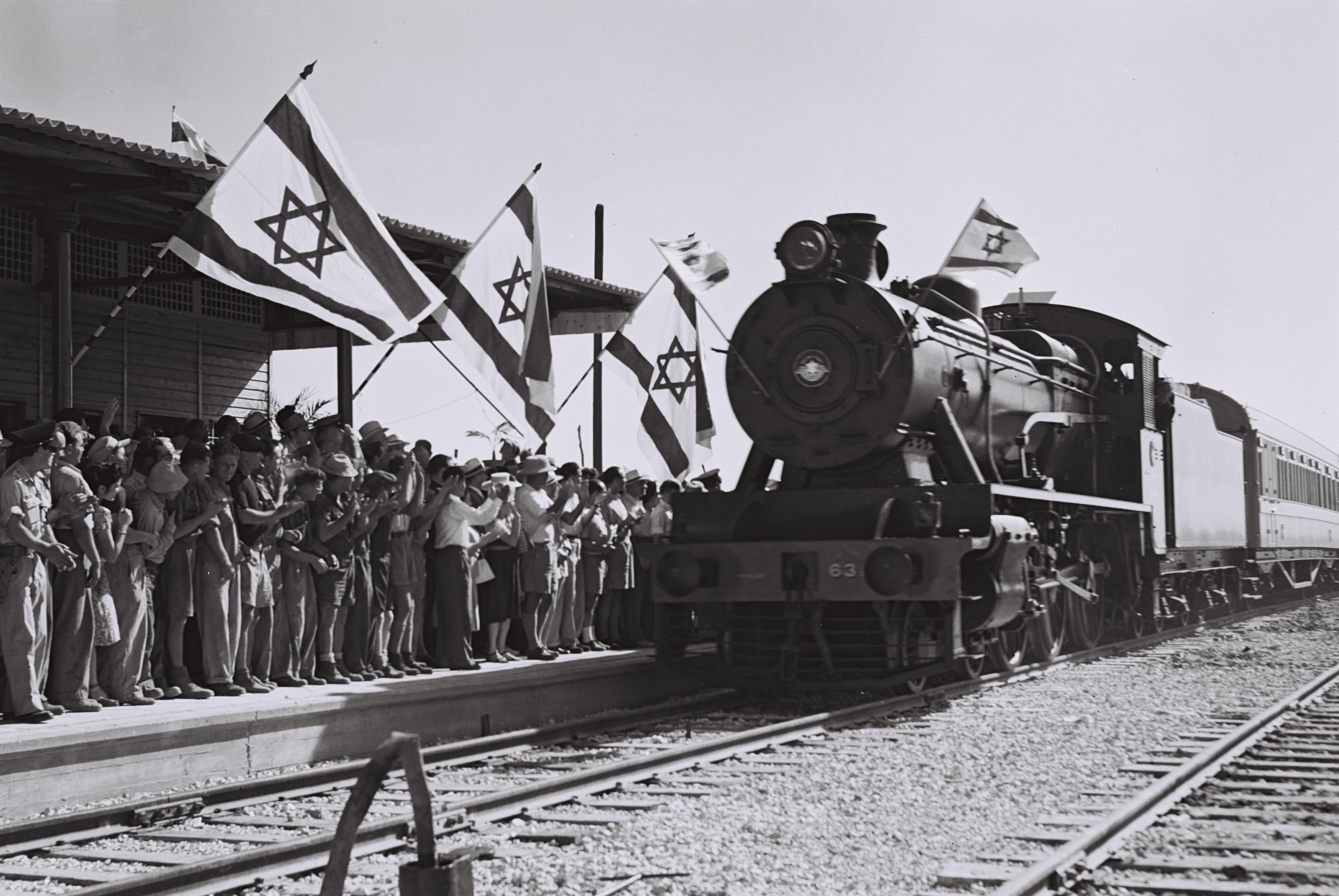
Train de Haïfa partant de la gare de Tel Aviv (1949).

Lorsque les Britanniques se retirent à la fin du mandat en mai 1948, la circulation de trains a quasiment cessé en Palestine. Fin 1948, elle n’existe qu’autour d’Haïfa, vers le sud jusqu’à la gare d'Hadera et vers le nord jusqu’à la gare de Kiryat Motzkin (en), prolongée plus tard jusqu’à gare de Nahariya (en).
Dans le centre du pays, les populations de Ramla sur la ligne Jaffa-Jérusalem et de Lydda où elle rejoint la ligne Haïfa-El Qantara sont peuplées majoritairement d’Arabes qui bloquent le passage des trains et des routes aux Israéliens. Un des rares mouvements de trains après le retrait des Britanniques a lieu en juillet 1948 quand l’opération Danny est lancée avec l’expulsion des Arabes de Lydda et Ramle. Les Israéliens utilisent la locomotive S100 0-6-0T numéro 21 comme bélier pour enfoncer le barrage que les Arabes avaient construit sur les voies ferrées pour défendre Lydda. Bien que l’opération Danny force au moins 50 000 Arabes à quitter Lydda et Ramla, la situation militaire entre Ramla et Jérusalem empêche la circulation régulière de trains sur cette ligne jusqu’en mars 1950.
Dans le sud, la ligne vers le Sinaï est l’enjeu de combats, notamment une embuscade israélienne sur un train de transport de troupes égyptien, qui déraille près de Rafah, causant de nombreux blessés.
L’armée israélienne protège presque toute la ligne de Haïfa à Ascalon. Un courte section du chemin de fer de l'Est (en) vers Tulkarem est tenue par la légion arabe et l’armistice de 1949 fait de cette ligne de front la ligne verte. En aout 1948, Israël contourne Tulkarem avec une courte section de nouvelle voie à l’ouest de la ligne d’armistice.
La ligne verte place la section Haïfa-Samakh sur la ligne de la vallée de Jezreel sous contrôle israélien. Les chemins de fer israéliens continuent d’utiliser cette ligne de manière irrégulière jusqu’au début des années 1950 avant de l’abandonner, étant la seule ligne à voie étroite du réseau. En 2011–2016 la section entre Haïfa et Beït Shéan est reconstruite à l’écartement standard, grossièrement sur le même parcours qu’à l’époque ottomane ; le reste de la ligne jusqu’à Samakh, le long du Jourdain, n’est pas réouverte.

### Réalisations tardives des recommandations du comité Pole
Les recommandations du comité Pole faites en 1935 ont été réalisées sous forme adaptée des décennies après la fin des chemins de fer de Palestine. Au début des années 1950, les chemins de fer israéliens relient Tel Aviv à Haïfa de deux façons : par une jonction à la ligne de l’Est par la gare de Bnei Brak ; puis par une nouvelle ligne côtière qui aboutit à la gare d'Hadera ouest reliée à la ligne existante jusqu’à Haïfa. Cette ligne dessert également la gare centrale de Tel Aviv (en) et n’est reliée à la ligne Jaffa-Lydda-Jérusalem que par la ligne de l’Est, soit en gros le même trajet indirect utilisé par les chemins de fer de Palestine jusqu’en 1993 quand le chemin de fer d’Ayalon est construit à travers le centre de Tel Aviv. La jonction à Niana, actuelle Na'an, mais avant d’être utilisée pour une ligne vers Rehovot et Rishon LeZion, elle sert à un nouveau chemin de fer vers Beersheba. En 2013, les chemins de fer israéliens ouvrent une nouvelle ligne vers Ashdod à travers les banlieues sud de Tel Aviv et une extension de la ligne Lod-Ashkelon jusqu’à Beersheba via Sderot, Netivot et Ofakim, créant finalement un trajet sud évitant Lydda (maintenant appelée Lod).

## Utilisation actuelle
Les anciens chemins de fer de Palestine sont actuellement divisés en trois :
- en Égypte, les lignes sont lentement reconstruites ;
- en Palestine : dans la bande de Gaza et en Cisjordanie, les lignes sont désaffectées et pour la plupart démantelées ;
- en Israël : elles sont utilisées par les chemins de fer israéliens et en expansion.

La ligne HBT est presque entièrement démantelée sauf la courte section entre Haïfa et Nahariya (près d’Az-Zib). Cette section est en double voie. Au nord de Nahariya, le HBT passe à travers un parc national, les chemins de fer israéliens étudient un tracé vers le Liban plus à l’est, se raccordant à la ligne Acre-Karmiel à Ahihud.

### Restauration du chemin de fer du Sinaï
Israël a démantelé la plus grande part du chemin de fer du Sinaï entre la guerre des Six-Jours et la guerre du Kippour, réutilisant les matériaux pour construire les fortifications de la ligne Bar-Lev le long du canal de Suez. Au XXIe siècle, les chemins de fer égyptiens ouvrent le nouveau pont El Ferdan le 14 novembre 2001, qui remplace un pont détruit pendant la guerre des Six-Jours en 1967. De ce pont, la ligne est lentement reconstruite jusqu’à El-Arich, avec la possibilité de restaurer le reste de la ligne jusqu’à Gaza. Le projet inclut un embranchement vers le terminal du port de conteneurs de Port Saïd. En décembre 2008, Google Earth montre les progrès du chantier avec des gares jusqu’à Bir el-Abed ; quelques restes de l’ancienne voie jusqu’à El-Arich et Rafah sont toujours visibles. Dans les années 2000, la ligne reconstruite a été négligée, abandonnée et recouverte par les tempêtes de sable à plusieurs endroits. En juillet 2012, le ministère des transports égyptien déclare son intention de restaurer la ligne. Cependant, aucun chantier n’a été lancé, et la construction du nouveau canal de Suez a complètement coupé le Sinaï du reste du réseau ferroviaire égyptien, ce qui durera jusqu’à ce qu’un nouveau pont ferroviaire soit construit quelque part sur le canal.

## Galerie

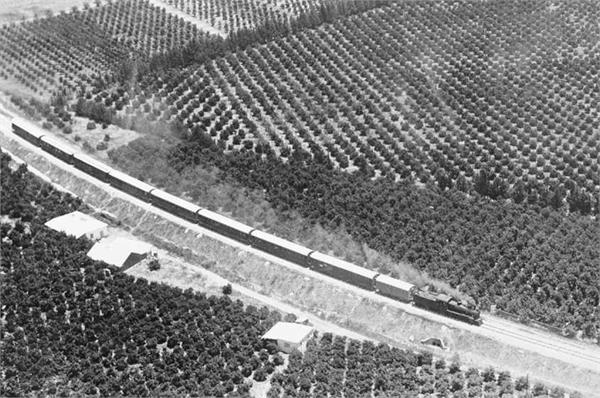
Train passant dans les vergers autour de Rehovot en 1939.
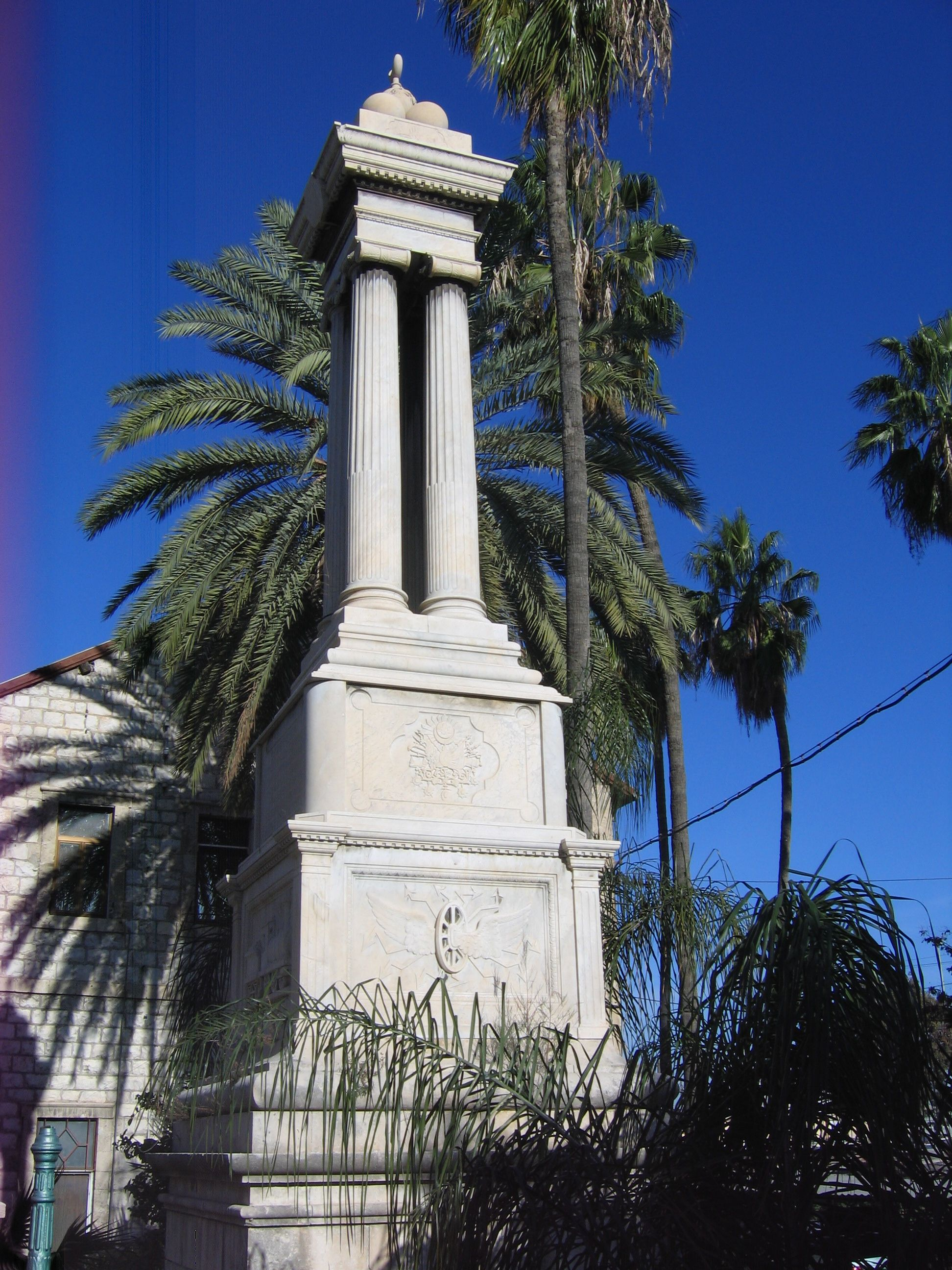
Monument ottoman devant la gare d’Haïfa Est élevé en 1905 pour commémorer l’ouverture de l’embranchement du chemin de fer du Hedjaz par la vallée de Jezreel.
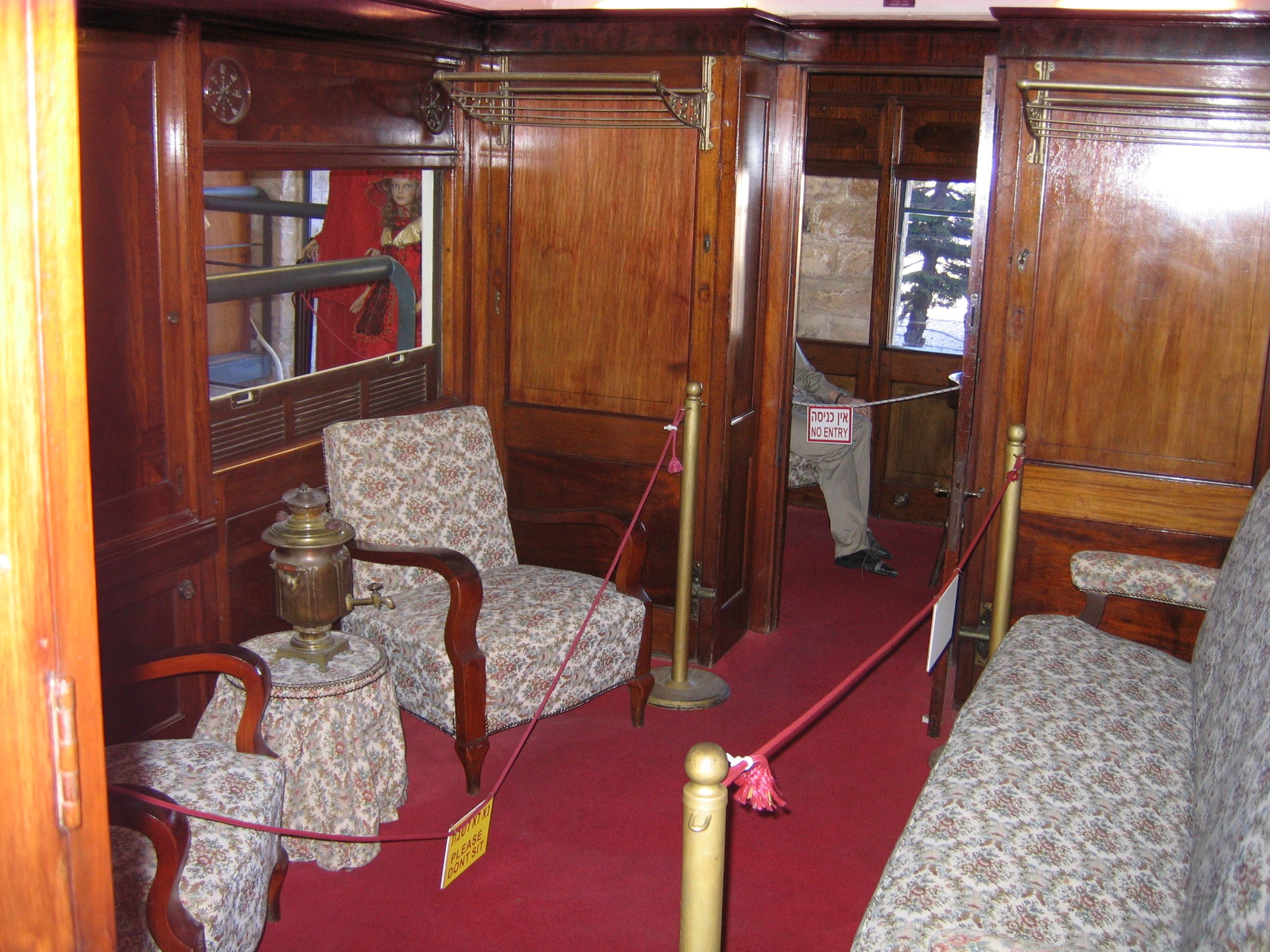
Compartiment d’un salon du BRCW, construit en 1922, conservé au musée du chemin de fer d’Israël.
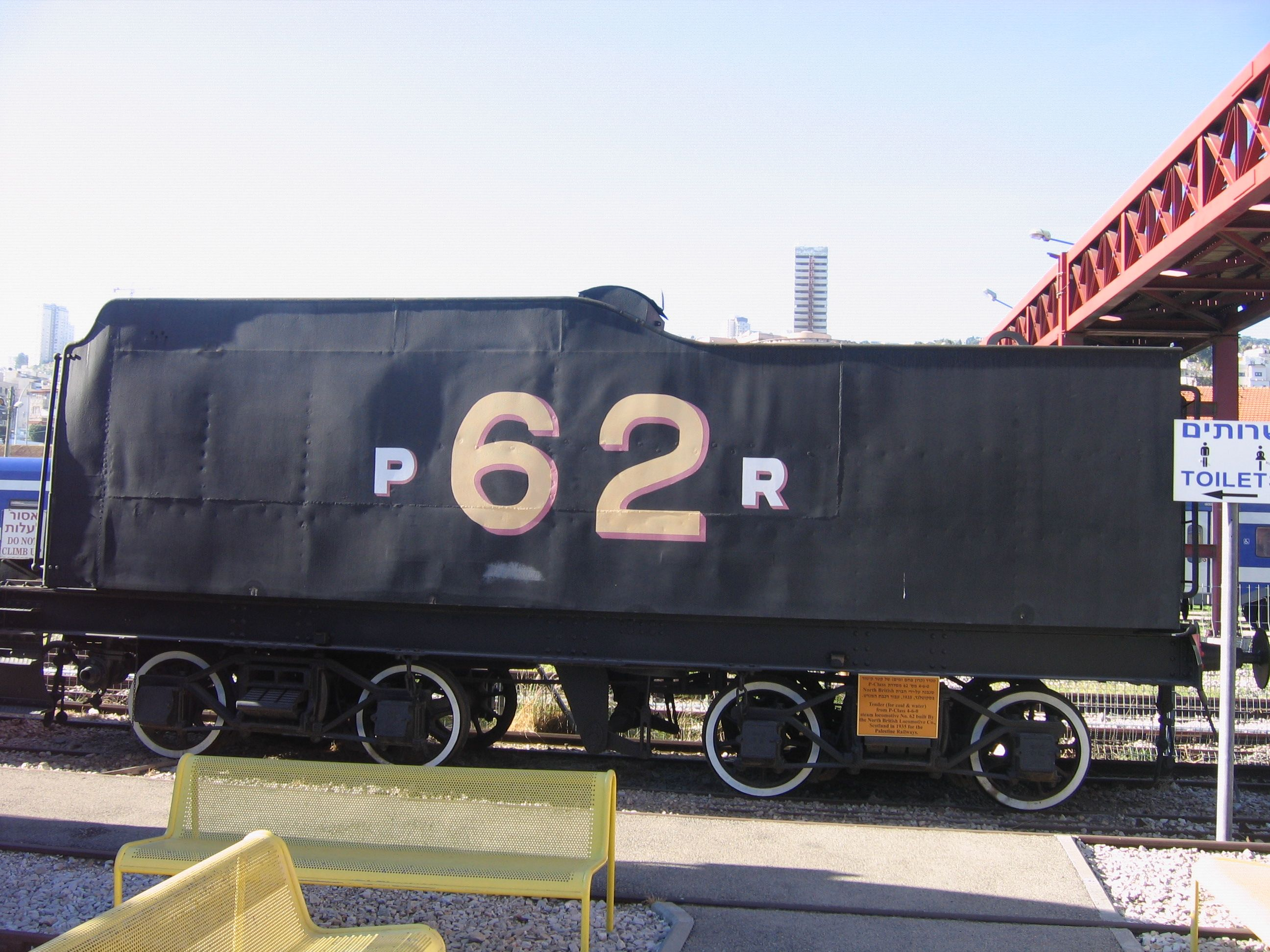
Tender d’une locomotive NBL 4-6-0 no. 62, construite en 1935, conservée au musée du chemin de fer d’Israël.
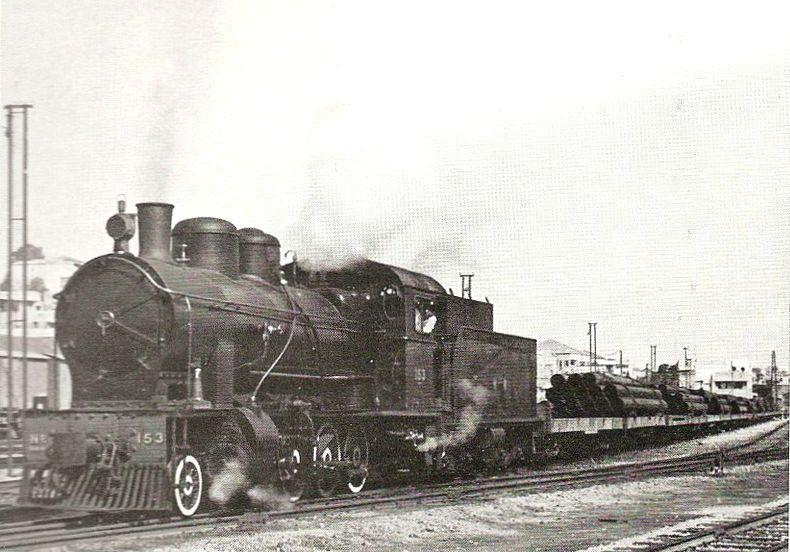
SLM, construite en Suisse à la norme 1050mm, en 2-8-0 pour le chemin de fer du Hedjaz en 1912. Numérotée 90, puis 153. En 1927, elle est transférrée au chemin de fer de Palestine pour desservir la ligne de la vallée de Jezreel. Photo de 1946.
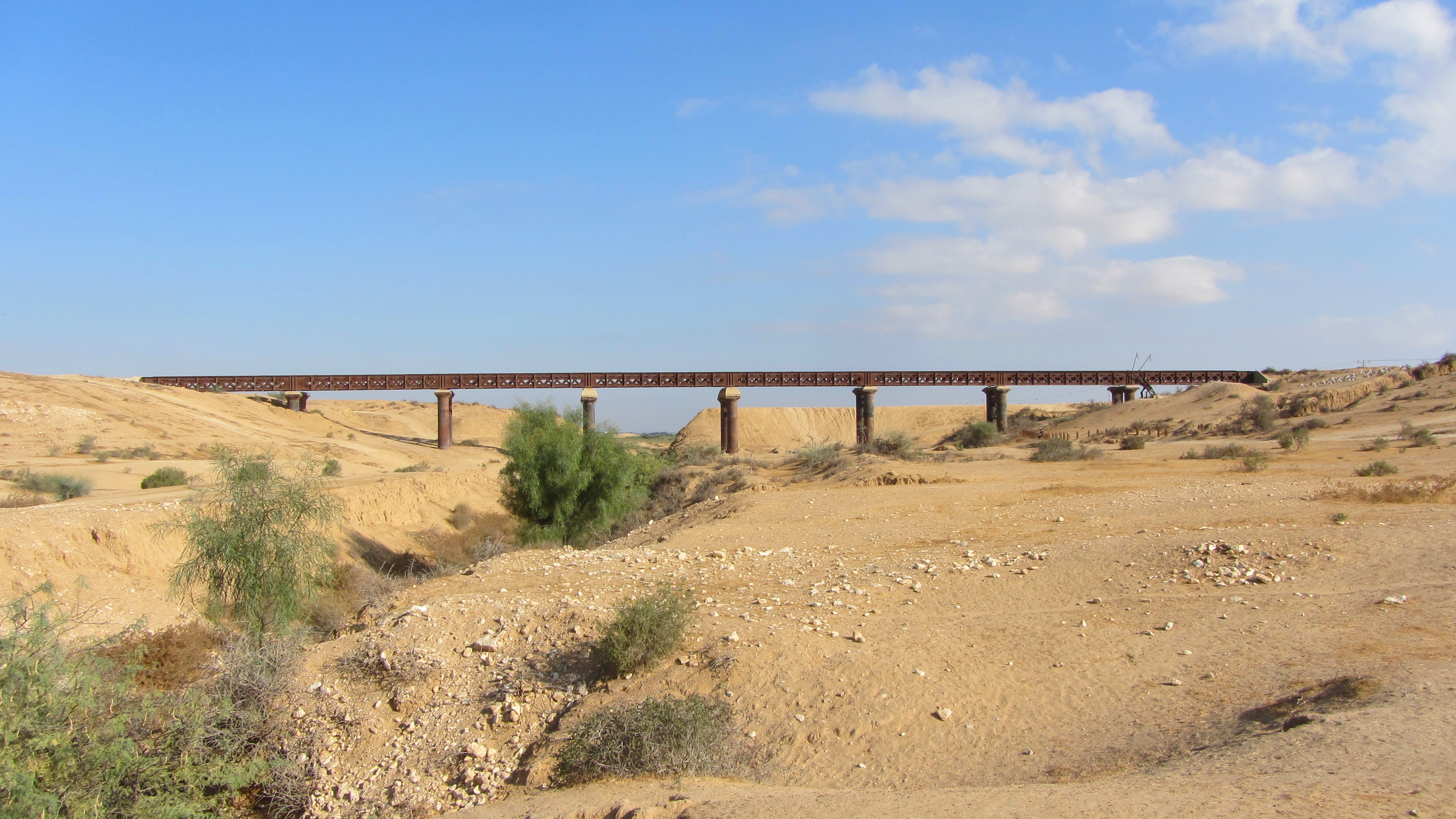
Pont ferroviaire franchissant le Nahal Ofakim au nord de Beer-Sheba.
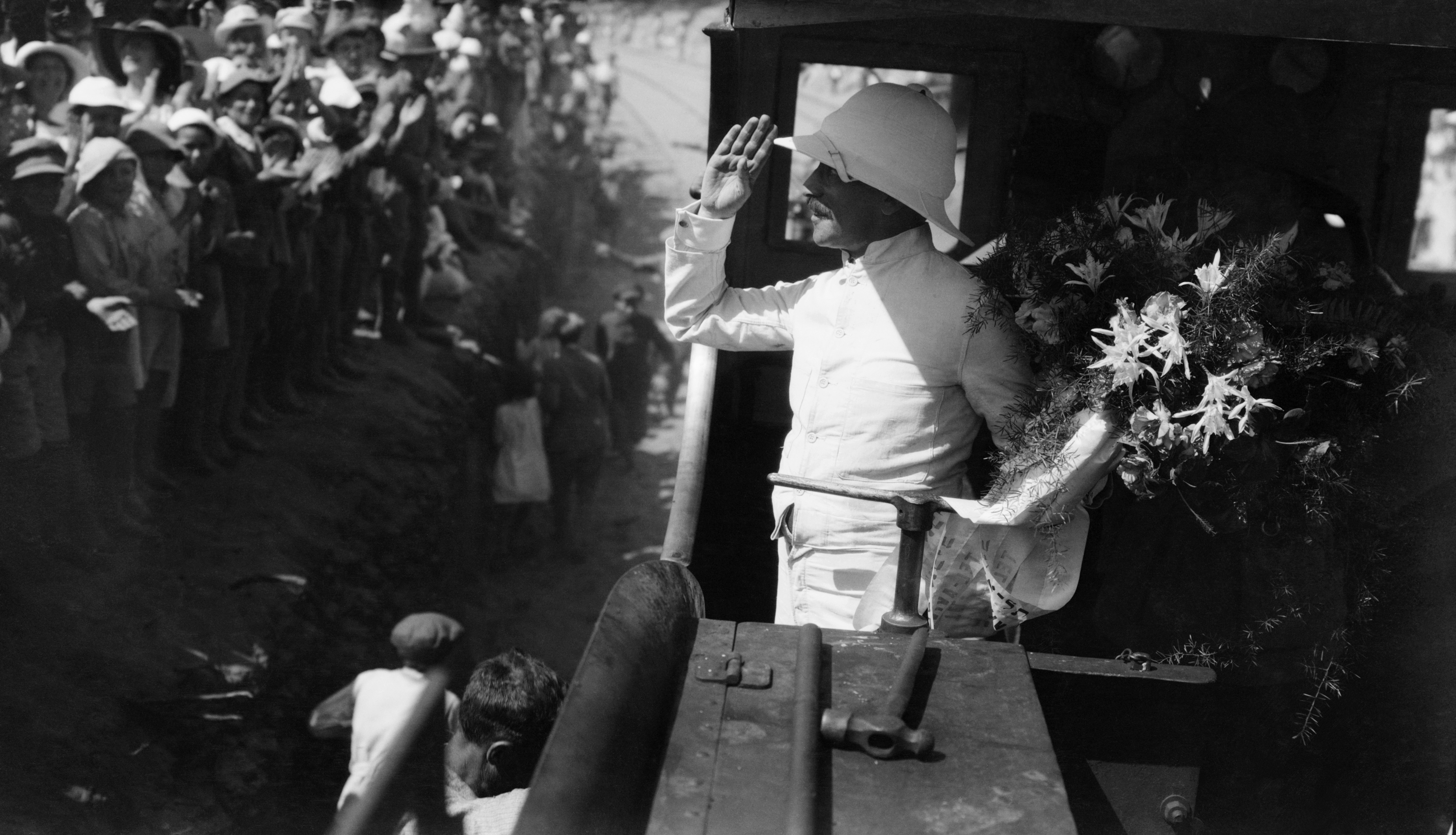
Sir Herbert Samuel, premier haut-commissaire britannique pour la Palestine, à la cérémonie de réouverture de la ligne Jaffa-Jérusalem en 1920 après sa conversion à l’écartement normal.
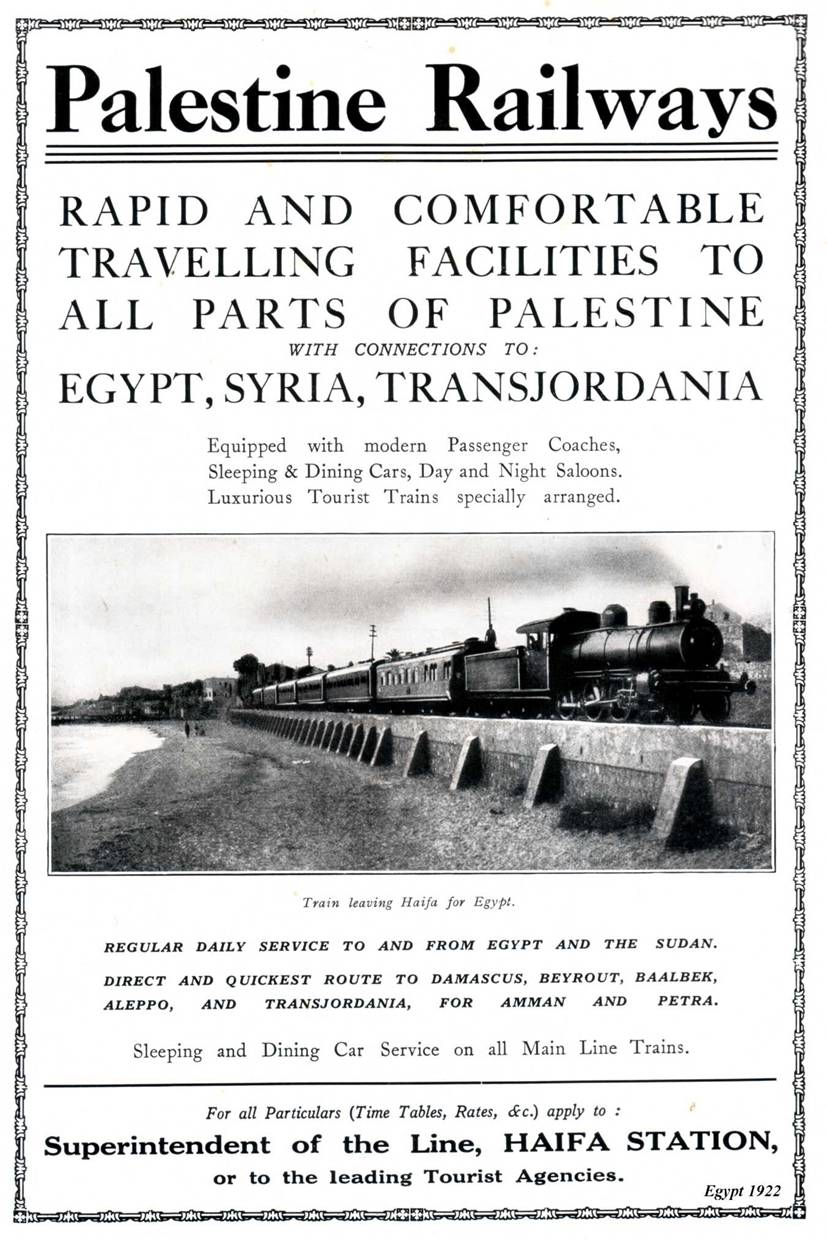
Publicité de 1922.
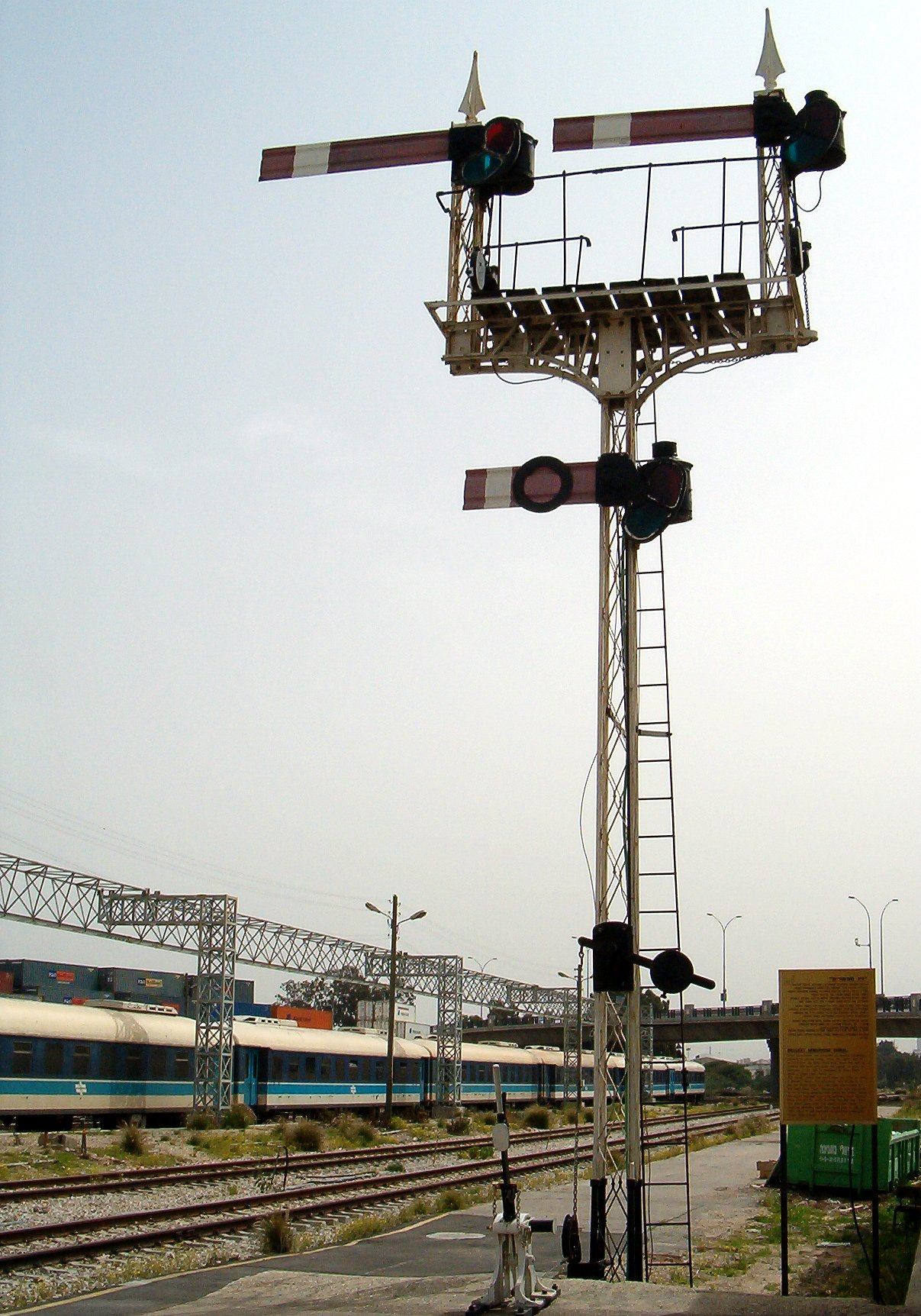
Signal de sémaphore des années 1930 à Haïfa Est, avec un bras ajouté par les chemins de fer israéliens dans les années 1950, actuellement conservé au musée du chemin de fer israélien.